# ひまわりっ!のラジオなのです。ご主人様♪
ひまわりっ!のラジオなのです。ご主人様♪は、アニメ『ひまわりっ!』に関連したインターネットラジオ番組。

## パーソナリティ
- 7月 白石涼子・吉田真弓
- 8・11月 松本華奈・中田あすみ
- 9月 平野綾・白石涼子
- 10月 吉田真弓・松本華奈
- 12月14日 平野綾・吉田真弓
- 12月28日 平野綾・吉田真弓・松本華奈・中田あすみ

## コーナー
- くノ一の心得なのです!ご主人様!
- これは忍術なのです!ご主人様!
- オリジナルコーナー

## ゲスト
| 放送回 | 放送日         | ゲスト出演者 |
| ------ | -------------- | ------------ |
| 第10回 | 2006年11月16日 | 大竹裕子     |
| 第11回 | 2006年11月30日 | 近藤隆       |